# Sarma Sedleniece
Sarma Sedleniece (Riga, 4 de novembre de 1939 - Riga, 27 de desembre de 2020) és una mestra d'escacs letona.

## Restultats destacats en competició
Sedleniece va començar a jugar a escacs a 13 anys, i va guanyar el campionat de Letònia femení per edats per primer cop quan tenia 15 anys. Posteriorment guanyar el títol tres cops més (1955–1957). També va guanyar el campionat d'escacs femení de Rīga quatre cops, els anys 1959, 1960, 1969 i 1970.
Es va proclamar campiona femenina de Letònia el 1968. El 1971 hi fou segona, i el 1972, tercera.
El 1971 va jugar, representant l'equip letó del "Daugava" al vuitè tauler al campionat soviètic per equips a Rostov-on-Don.
Sarma Sedleniece és també una molt bona jugadora d'escacs per correspondència i va guanyar el primer campionat femení d'escacs per correspondència de 1969–1970.
Enterrat a Riga, cementiri de Jaunciema.